# Powiat Balatonfüred
Powiat Balatonfüred (węg. Balatonfüredi járás) – jeden z dziesięciu powiatów komitatu Veszprém na Węgrzech. Siedzibą władz jest miasto Balatonfüred.

## Miejscowości powiatu Balatonfüred
- Balatonfüred – siedziba władz powiatu
- Alsóörs
- Aszófő
- Balatonakali
- Balatoncsicsó
- Balatonszepezd
- Balatonszőlős
- Balatonudvari
- Csopak
- Dörgicse
- Lovas
- Monoszló
- Óbudavár
- Örvényes
- Paloznak
- Pécsely
- Szentantalfa
- Szentjakabfa
- Tagyon
- Tihany
- Vászoly
- Zánka[2]